# 성동구 갑 (2004년 선거구)
성동구 갑은 대한민국의 옛 국회의원 선거구이다. 당시 서울특별시 성동구의 일부 지역을 관할했다.

## 역사
제16대 국회의원 선거를 앞두고 성동구 선거구가 다시 갑, 을로 분구되면서 신설되었다. 
제20대 국회의원 선거를 앞두고 중구 선거구의 인구 미달과, 중구 선거구와 종로구 선거구를 합치면 인구 상한선을 넘는 문제로 중구 선거구와 통합되며 폐지되었다. 이로 인해 성동구 갑에 해당하는 지역 중 금호동과 옥수동은 중구와 통합 선거구를 이루며 중구·성동구 을 선거구가 되었으며 나머지 지역은 성동구 을 선거구와 합쳐져 중구·성동구 갑 선거구가 되었다.

## 관할 구역
| 대수      | 관할 구역 |
| --------- | --- |
| 17대~18대 | 성동구 응봉동, 금호1가동, 금호2가동, 금호3가동, 금호4가동, 옥수제1동, 옥수제2동, 성수1가제1동, 성수1가제2동, 성수2가제1동, 성수2가제3동 |
| 19대      | 성동구 응봉동, 금호1가동, 금호2·3가동, 금호4가동, 옥수동, 성수1가제1동, 성수1가제2동, 성수2가제1동, 성수2가제3동                        |

## 역대 국회의원
| 선거   | 정당 | 정당       | 의원   |
| ------ | ---- | ---------- | ------ |
| 2004년 |      | 열린우리당 | 최재천 |
| 2008년 |      | 한나라당   | 진수희 |
| 2012년 |      | 민주통합당 | 최재천 |

## 역대 선거 결과

### 대한민국 제17대 국회의원 선거
|  | 40.88% |

|  | 31.84% |

|  | 12.75% |

|  | 9.44% |

|  | 3.75% |

|  | 0.75% |

|  | 0.56% |

### 대한민국 제18대 국회의원 선거
|  | 51.32% |

|  | 44.17% |

|  | 3.30% |

|  | 1.20% |

### 대한민국 제19대 국회의원 선거
|  | 52.08% |

|  | 47.91% |

## 같이 보기
- 서울 성동구의 국회의원